# Ribeira (Hiszpania)
Ribeira – gmina w Hiszpanii, w prowincji A Coruña, w Galicji, o powierzchni 68,83 km². W 2011 roku gmina liczyła 27 778 mieszkańców.
Z miejscowości pochodzi Ana Peleteiro-Compaoré, hiszpańska lekkoatletka specjalizująca się w trójskoku.